# Женская сборная Монголии по волейболу
Женская национальная сборная Монголии по волейболу (монг. Монголын эмэгтэйчүүдийн үндэсний волейболын баг) — представляет Монголию на международных волейбольных соревнованиях. Управляющей организацией выступает Монгольская ассоциация волейбола (монг. Монголын волейболын холбоо).

## История
Волейбол в Монголии появился в 1927 году благодаря контактам со спортивными организациями СССР. В 1957 году была образована Монгольская ассоциация волейбола, в том же году вступившая в ФИВБ.
Женская волейбольная сборная Монголии впервые была сформирована в 1958 для подготовки и участия в спортивной составляющей Всемирного фестиваля молодёжи и студентов 1959 года. В 1960-х—1970-х годах монгольская сборная была среди участников подобных фестивалей, а также соревнований социалистических стран Азии. В 1967 году в Улан-Баторе проходила Динамиада, на которой хозяйки заняли последнее 7-е место.
Дебют на официальных международных соревнованиях сборной Монголии состоялся в 1970 году, когда монгольская команда по приглашению ФИВБ была включена в число участников чемпионата мира с целью заполнить третью азиатскую вакансию команд-участниц первенства. На турнире, проходившем в Болгарии, монгольские волейболистки провели 9 матчей и во всех проиграли, хотя в первой же игре оказали упорное сопротивление сильной команде ГДР, а в следующем поединке против сборной Кубы и вовсе вели в счёте 2:0, но победы не удержали. В заключительном матче предварительного этапа монголки встречались с командой Болгарии и опять не дали себя обыграть «всухую», взяв у хозяек чемпионата один сет. В классификационном раунде в ряде встреч сборная Монголии навязывала борьбу более сильным соперникам, но на конечном результате это не отразилось — последнее итоговое 16-е место. Больше на чемпионаты мира монгольская команда не заявлялась.
Следующее появление женской сборной Монголии на международной арене произошло лишь спустя 24 года на Азиатских играх в японской Хиросиме. Круговой турнир с участием 6 команд не принёс монгольским волейболисткам успеха. Против лидеров азиатского женского волейбола (Китая, Японии, Южной Кореи, Тайваня и Таиланда) они ничего не смогли противопоставить, не выиграв у них ни одного сета, а в 6 из них не сумев набрать даже очка. В последующем монголки ещё дважды — в 2006 и 2010 годах — участвовали в Азиатских играх, но в проведённых на этих мультиспортивных континентальных соревнованиях 14 матчах одержали лишь две победы и обе над сборной Таджикистана.
В 2013 году сборная Монголии впервые приняла участие в чемпионате Азии, прошедшем в Таиланде. Под руководством корейского тренера Ха Чжон Ёна монгольские волейболистки заняли 14-е место среди 16 команд. Через два года национальная команда Монголии вновь была среди участников азиатского первенства, но вновь не сумела войти даже в десятку лучших, проиграв сначала 4 игры подряд, но в матче за 11-е место победила сборную Филиппин 3:1.

## Результаты выступлений и составы

### Чемпионаты мира
Сборная Монголии приняла участие только в одном чемпионате мира.
- 1970 — 16-е место

### Чемпионат Азии
Сборная Монголии приняла участие в трёх чемпионатах Азии.
- 2013 — 14-е место
- 2015 — 11-е место
- 2023 — 12-е место

- 2013: Амартувшингийн Батжаргал, Алтангерел Пурэвсурэн, Сухийн Пуревжаргал, Наранчимег Алтангерел, Сухбатын Отгонбямба, Ганцэцэг Энхсайхан, Буянжаргалын Пуревжав, Чинболдын Халиун, Ганболдын Энхнаран, Эрхембаяр Мунх-Уилс, Энхтайван Пуревжаргал, Ганболдын Цэцэгжаргал. Тренер — Ха Чжон Ён.
- 2015: Ган-Очирын Хонгорзул, Амартувшингийн Батжаргал, Гантогтох Хандсурен, Сухийн Пурэвжаргал, Сухбатын Отгонбямба, Батжаргалын Цолмон, Ганболдын Энхнаран, Мунхбатын Сувдмаа, Чинболдын Халиун, Ганболдын Цэцэгжаргал, Чинзоригийн Номинчулуун, Баяраагийн Энхзаяа.  Тренер — Готовын Баярсайхан.

### Азиатские игры
Сборная Монголии участвовала в четырёх Азиатских играх.
- 1994 — 6-е место
- 2006 — 8-е место
- 2010 — 8-е место
- 2022 — 12-е место

- 2006: Амгаланбазарын Уранчимег, Сунжидмаа Баая, Батмагнайгийн Саруултуяа, Галбадрахын Билгуун, Ганболдын Цэцэгжаргал, Гансухийн Олцийделгер, Даваажавын Мунхзаяа, Дашсамбуугийн Алтансубд, Дэмбэрэлсамбуугийн Анар, Ухнаагийн Отгонтуяа, Энхтайваны Эрденезаяа.
- 2010: Алтангерел Наранчимег, Алтангэрэл Пурэвсурэн, Уранчимег Амгаланбазарын, Сунжидмаа Баая, Чинболдын Халиун, Мунхбаяр Эрхембаяр, Ганболдын Цэцэгжаргал, Улцийделгер Гансухийн, Ганцэцэгийн Энхсайхан, Отгонцэцэг Лхагвасуренгийн, Пуревжавын Буянжаргал, Сухбатын Отгонбямба.

### Азиатский Кубок вызова
- 2023 — 10-е место

### Чемпионат Восточной Азии
- 2-е место — 2000.
- 3-е место — 2008.
- 4-е место — 2010.
- 5-е место — 1998, 2002, 2012.
- 7-е место — 2014, 2016, 2018, 2024.
- не участвовала — 2004, 2006.

## Состав
Сборная Монголии в чемпионате Восточной Азии 2024.
| №  | Имя, фамилия               | Год рождения | Рост | Амплуа      | Клуб                           |
| -- | -------------------------- | ------------ | ---- | ----------- | ------------------------------ |
| 1  | Ган-Очирын Хонгорзул       | 1996         | 176  | нападающая  | «Хувсгул Эрчим» Улан-Батор     |
| 3  | Гантогтохын Хандсурэн      | 1997         | 185  | центральная | «Хобби Эйс» Улан-Батор         |
| 4  | Ганболдын Энхнаран         | 1995         | 174  | нападающая  | «Хилчин» Улан-Батор            |
| 5  | Ганбаатар Саруулгерел      | 2002         | 171  | нападающая  | «Хувсгул Эрчим» Улан-Батор     |
| 6  | Отгонсурэн Эрдене-Энх      |              | 165  | либеро      | Монголия                       |
| 9  | Батболд Амарбаясгалан      |              | 184  | центральная | Монголия                       |
| 10 | Сергеленбаатар Булгантамир | 1999         | 176  | нападающая  | «Энакори» Улан-Батор           |
| 11 | Пуревсурен Энххуслен       | 2001         | 181  | центральная | «Хувсгул Эрчим» Улан-Батор     |
| 12 | Анужин Даяндорж            | 2001         | 179  | связующая   | «Энакори» Улан-Батор           |
| 14 | Цолмонбаатар Баасандулам   | 1999         | 182  | нападающая  | «Уланбаатар Феникс» Улан-Батор |
| 15 | Баярчулуун Насанжаргал     | 2003         | 175  | нападающая  | «Хилчин» Улан-Батор            |
| 16 | Монгонцоож Санчирмаа       | 1996         | 165  | либеро      | «Хувсгул Эрчим» Улан-Батор     |
| 17 | Жигжидхорол Баянжаргал     | 2000         | 176  | нападающая  | «Уланбаатар Феникс» Улан-Батор |
| 18 | Цецен-Очир Цэдэвнамбер     | 2000         | 170  | связующая   | «Уланбаатар Феникс» Улан-Батор |

- Главный тренер —  Азим Джазиде.
- Тренер — Сайнбаяар Эрхбаяар.